# Front of House

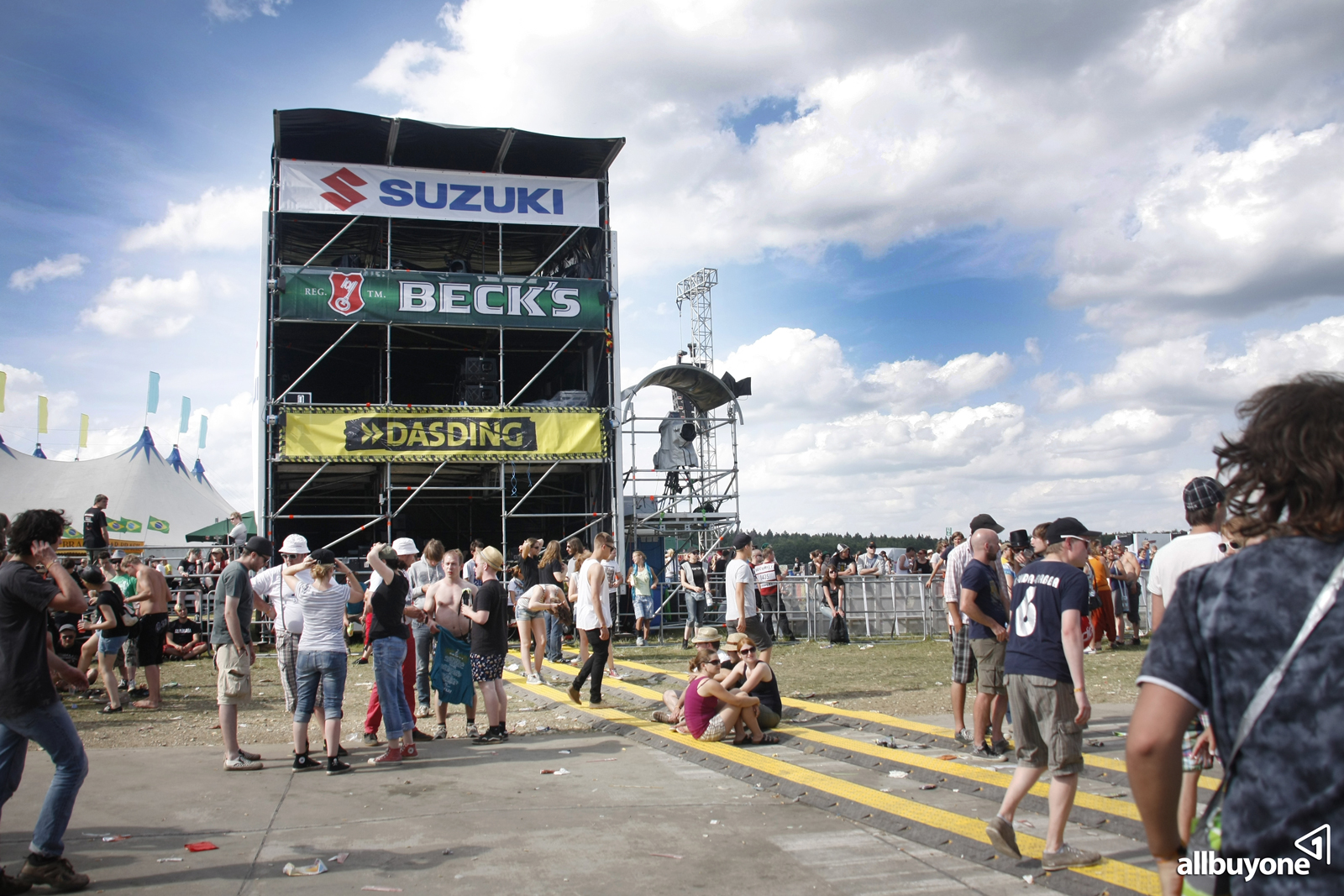
Front of House auf einem Festival

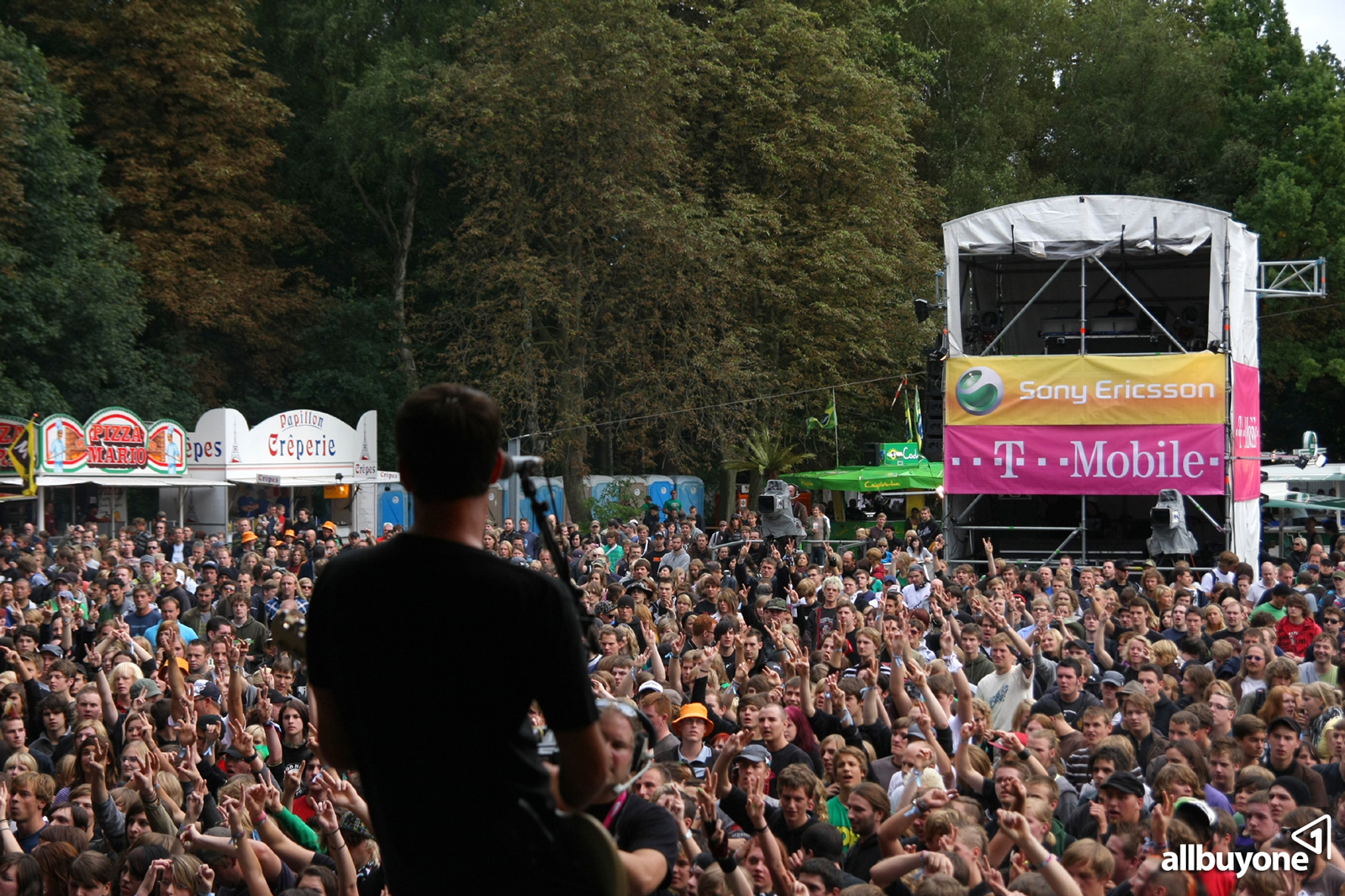
Front of House in der Publikumsmitte

Front of House (Englisch vor der Bühne, Publikumsbereich; abgekürzt FOH bzw. FoH) bezeichnet bei Theater- und Konzert-Veranstaltungen diejenigen Bereiche, die für das Publikum zugänglich sind. Der Gegenbegriff lautet Backstage (auch Back of House; abgekürzt BoH bzw. BOH) und bezeichnet den Bereich des Veranstaltungsortes, der für das Publikum nicht zugänglich ist.
Im Jargon der Beschallungstechnik ist mit „Front of House“ speziell der Punkt im Zuschauerraum gemeint, an dem der Tontechniker die von der Bühne kommende Musik für das Publikum aufbereitet und der Lichttechniker für die richtige Beleuchtung sorgt. Der Standort ist wichtig, um die Darbietung genau so zu hören und zu sehen, wie es auch das Publikum tut. Der für das Publikum optimierte Sound wird als „FOH-Mix“ oder schlicht als „FOH“ bezeichnet.
Die Größe des FOH ist abhängig von der Größe der Veranstaltung bzw. dem Aufwand an Licht- und Tontechnik. So kann ein FOH ebenerdig positioniert, oder, wie bei Großveranstaltungen und Freiluftkonzerten üblich, mehrstöckig und überdacht sein.
Bei Open-Air-Großveranstaltungen erfolgt das Mischen in auffälligen, meist überdachten  Gerüsttürmen mitten im Publikum, wo sich der Tonmeister, eventuell darüber der Verfolger und der Lichtmischer, sowie gegebenenfalls an der Rückseite angebrachte, weitere, laufzeitverzögerte Lautsprechereinheiten (Delays) befinden. Im Jargon der Mitarbeiter bei Großveranstaltungen bezeichnet also „… dort beim FOH“ eine reine Orts- oder Richtungsangabe.